# Georg Gradnauer
Georg Gradnauer (16 de noviembre de 1866, Magdeburgo, Reino de Prusia - Berlín, Alemania en ocupación soviética, 18 de noviembre de 1946) fue un editor de periódicos y político alemán de origen judío, miembro del Partido Socialdemócrata de Alemania (SPD). También fue primer Ministro-Presidente de Sajonia tras la abolición del Reino de Sajonia.

## Biografía

### Primeros años
Nacido en Magdeburgo, Brandeburgo en el entonces Reino de Prusia, en una familia de un empresario millonario judío. Gradnauer estudió literatura, historia y filosofía, obteniendo un doctorado en 1889. Se convirtió en editor de la Sächsische Arbeiterzeitung (más tarde Dresdner Volkszeitung), el periódico del SPD en Sajonia, en 1891. Un pariente moderado dentro del SPD sajón, fue reemplazado como editor por los radicales Alexander Parvus y Julian Marchlewski en 1896. Gradnauer posteriormente se mudó al periódico de Berlín del SPD, Vorwärts, donde trabajó desde 1897 con los compañeros reformistas Friedrich Stampfer y Kurt Eisner, hasta 1905, cuando fueron expulsados a favor de los editores del ala izquierda del SPD. Gradnauer luego regresó para dirigir el Sächsische Arbeiterzeitung una vez más, mientras tanto renombró Dresdner Volkszeitung, y permaneció en ese papel hasta el estallido de la Revolución de Noviembre en 1918. En paralelo con este trabajo periodístico, se desempeñó como un delegado del SPD al Reichstag, en dos períodos: 1898 a 1907 y 1912 a 1918. 

### Ministro
Después de la Revolución de Noviembre, Gradnauer inicialmente se desempeñó como Ministro de Justicia en el nuevo gobierno republicano de Sajonia en 1918, y pronto sucedió a Richard Lipinski como Ministro del Interior y presidente del gobierno provisional. El SPD ganó una pluralidad de votos en las primeras elecciones sajonas bajo la República de Weimar, el 2 de febrero de 1919, y Gradnauer terminó formando un gobierno minoritario, convirtiéndose en el primer ministro-Presidente constitucional de Sajonia el 14 de marzo. Su gobierno minoritario se formó después de un intento de formar una coalición con el SPD Independiente (USPD) fracasado por la demanda de reconocimiento de los consejos de trabajadores por parte del USPD, y la alternativa preferida de Gradnauer, una coalición con el Partido Democrático Alemán (DDP), fue rechazada por la mayoría de los delegados del SPD.
Gradnauer se desempeñó como Ministro-Presidente por poco más de un año. En mayo de 1919, utilizó el ejército y los Freikorps para sofocar a los radicales de izquierda en Leipzig, en una repetición a pequeña escala de las acciones tomadas por el gobierno nacional del SPD bajo Friedrich Ebert para sofocar el Levantamiento Espartaquista unos meses antes. Esto amplió la brecha con el USPD, pero permitió una coalición SPD-DDP en octubre de 1919, con Gradnauer continuando como Ministro-Presidente al frente del gobierno ahora mayoritario. Sin embargo, el resentimiento de izquierda dentro del SPD comenzó a desarrollarse a principios de 1920, y Gradnauer se vio obligado a renunciar en abril de 1920, con la oposición a su uso de los militares contra la izquierda radical unida por el descontento por su falta de voluntad para reemplazar elementos conservadores de la burocracia con los socialdemócratas. Fue sucedido como Ministro-Presidente por Wilhelm Buck.

### Regreso a la política
Después de renunciar como Ministro-Presidente, Gradnauer fue reelegido para el Reichstag, sirviendo de 1920 a 1924, y brevemente (1921) ocupó un puesto en el gabinete como Ministro del Interior bajo Joseph Wirth.También se desempeñó como delegado del gobierno del estado sajón en Berlín desde 1921 hasta 1932.

### Muerte
Inicialmente fue arrestado por los nacionalsocialistas en 1933, pero puesto en libertad. al ser judío, finalmente fue enviado al campo de concentración de Theresienstadt en 1944, pero sobrevivió y fue liberado en 1945. Murió un año después en Berlín.